# زو لوکر
زو الیزابت لوکر (زاده ۱۱ آوریل 1974) یک هنرپیشه انگلیسی است. او برای نقش‌هایش به عنوان تانیا ترنر در سریال درام آی‌تی‌وی، همسران فوتبالیست‌ها شناخته می‌شود.
لوکر در کالج جدید هادرسفیلد تحصیل کرده است. او بازیگری را در آکادمی هنرهای نمایشی اسکار در هادرسفیلد و بعداً در مدرسه تئاتر منچستر آردن تحصیل کرد.
لوکر با شریک زندگی خود، جیمز هربرت، تدوینگر فیلم، نامزد کرده است که در سپتامبر ۲۰۰۸ از او صاحب یک دختر شد.

## فیلم‌شناسی
| سال       | عنوان                    | نقش            | شبکه      | یادداشت‌ها                                                     |
| --------- | ------------------------ | -------------- | --------- | ------------------------------------------------------------- |
| ۱۹۹۶      | خیابان تاجگذاری          | سونیا لیچ      | تلویزیون  | دو قسمت                                                       |
| ۱۹۹۶      | هوشیان‌های بی‌رنگ          | "بابس" شلوغ    | بی‌بی‌سی دو | فیلم تلویزیونی                                                |
| ۱۹۹۷      | جایی که قلب است          | جین            | تلویزیون  | قسمت: "به طرف زنگ‌ها فراخوانده شد"                             |
| ۱۹۹۸      | شبکه قاتل                | کارول          | کانال ۴   | مینی سریال؛ ۳ قسمت                                            |
| ۱۹۹۹      | "بوز انلیمیت"            | کرستی بلامی    | کانال ۴   | قسمت پنجم                                                     |
| ۱۹۹۹      | باربارا                  | کارن           | تلویزیون  | قسمت: " ریفالز "                                              |
| ۲۰۰۰      | دکترها                   | ساندی هانسن    | بی‌بی‌سی یک | ۱ قسمت                                                        |
| ۲۰۰۰      | محاکمه و مجازات          | کاترینا رابرتز | تلویزیون  | دو قسمت                                                       |
| ۲۰۰۲      | شهر هولبی                | شارون سیمونز   | بی‌بی‌سی یک | قسمت: "پاوون در بازی"                                         |
| ۲۰۰۲–۲۰۰۶ | همسران فوتبالیست‌ها       | تانیا ترنر     | تلویزیون  | نقش اصلی؛ ۳۵ قسمت (سلسلهٔ ۱–۵)                                 |
| ۲۰۰۴      | دخترهای بد               | تانیا ترنر     | تلویزیون  | نقش مهمان؛ ۳ قسمت (سیریل ۶)                                   |
| ۲۰۰۶      | بمب                      | جنا مارستون    | تلویزیون  | نقش اصلی؛ ۷ قسمت (سلسلهٔ ۱)                                    |
| ۲۰۰۷–۲۰۰۸ | هولبی بلو                | کیت کینان      | بی‌بی‌سی یک | نقش اصلی؛ ۲۰ قسمت (سلسل ۱–۲)                                  |
| ۲۰۰۹      | به ناچ سخت گیرانه بیایید | خودش           | بی‌بی‌سی یک | مسابقه دهنده سری ۷                                            |
| ۲۰۱۰–۲۰۱۱ | ایست اندرز               | وانساس گولد    | بی‌بی‌سی یک | نقش منظم؛ ۹۶ قسمت                                             |
| ۲۰۱۳–۲۰۱۴ | جاده واتربلو             | کارول بری      | بی‌بی‌سی یک | نقش تکراری؛ ۸ قسمت (سلسل ۸) نقش منظم؛ ۱۵ قسمت (سلسله ۹ تا ۱۰) |
| ۲۰۱۵      | ۲۴ ساعت گذشته            | خودش           | بی‌بی‌سی یک | سریال تلویزیونی واقعیت تاریخی                                 |
| ۲۰۱۵–۲۰۱۶ | هولویک                   | رینی مک کوین   | کانال ۴   | نقش منظم: ۶۳ قسمت                                             |